# Saint-Hilaire-la-Croix
 Saint-Hilaire-la-Croix  là một xã ở tỉnh Puy-de-Dôme trong vùng Auvergne-Rhône-Alpes, Pháp. Xã này có diện tích 16,21 km², dân số năm 2006 là 294 người. Khu vực này có độ cao 557 mét trên mực nước biển.